# Павел Буре (торговый дом)
Павел Буре (дореф. Павелъ Буре, междунар. Paul Buhre) — российская часовая компания, основанная в 1874 году и после революции продолжавшая свою работу в Швейцарии. Поставщик Двора Его Императорского Величества с 1899 года.

## История
Компания ведёт свою историю от семейного бизнеса, который основал в 1815 году Карл Буре, переехавший в Санкт-Петербург из Ревеля. Существует версия, согласно которой основателя часовой фирмы звали Пауль-Леопольд и он был родом из швейцарского кантона Нойенбург.
Его сын, Павел Карлович Буре, получил звание потомственного почётного гражданина «за добросовестное и усердное, с сохранением казённого интереса исполнение с 1839 года принятых обязательств по Двору в Бозе почивающей Великой Княгини Марии Николаевны (дочери Императора Николая I) и по Сергиевской даче».
В 1842 году родился Павел Павлович Буре, который после окончания Петропавловского коммерческого училища в 1868 году стал компаньоном отца.
В 1874 году Павел Павлович приобретает большую часовую фабрику, расположенную в швейцарском городе Ле-Локле. Павел Буре стал оценщиком кабинета императора, и за это получил право размещать на своей продукции и вывесках государственный герб. Также он стал техником Эрмитажа. Однако конкуренция со стороны таких брендов, как Patek Philippe, Tissot и Breguet не дала достигнуть больших успехов.
Буре поставлял часы светлейшим князьям Евгению и Сергею Максимилиановичам Лейхтенбергским. В ответ они пролоббировали получение Павлом Карловичем Буре звания потомственного почётного гражданина.
В 1884 году Павел Буре получил звание купца 1 гильдии.
В 1888 году Павел Буре продал свою фирму двум швейцарским подданным: Полю Жирару и Георгу Пфунду. Новые владельцы основали торговый дом «Павелъ Буре». Уставной капитал составил 30 тысяч рублей.
Для того, чтобы избежать высоких таможенных пошлин, часы Буре ввозились в Россию в виде деталей, а конечная сборка производилась в специальных мастерских. Для сборки часов использовался женский и детский труд.
В 1892 году был открыт магазин в Москве; позже — в Киеве.

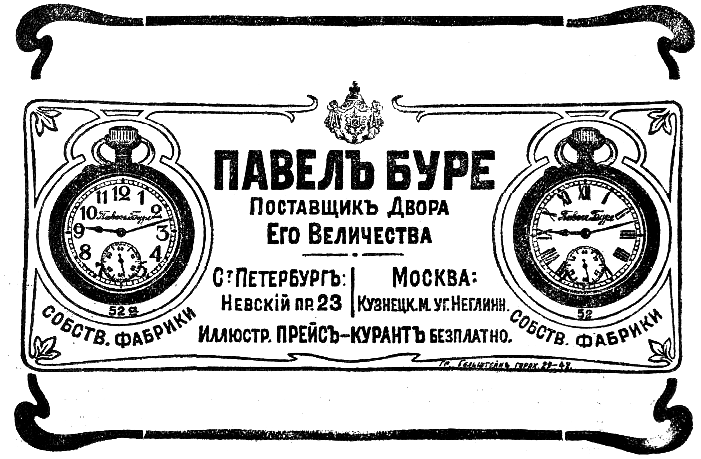
Реклама часов фирмы Павел Буре в журнале «Русская мысль», 1909

В 1899 году компания получила звание Поставщик Двора Его Императорского Величества. К этому моменту годовая прибыль фирмы составляла более 50 тысяч рублей в год.
На Всемирной выставке в Париже в 1899 году фирма получила серебряную медаль.
За время правления Александра III из Кабинета Его Величества было вручено 3477 часов на общую сумму более 277 тысяч рублей. Большая часть этих часов — производства фирмы Буре.
На Всемирной выставке 1900 года фирма получила золотую медаль.
После революции имущество компании было национализировано и передано Тресту точной механики, а убытки составили 7 млн золотых рублей, собственники также потеряли 10 зданий. Но компанию удалось сохранить и после 1917 года фирма продолжала работать в Швейцарии под маркой Paul Buhre.
Известно, что настенные часы Буре были в кабинете у В. И. Ленина, а И. В. Сталин пользовался карманными часами фирмы.
В 2004 году в Москве была создана компания «Торговый дом по возрождению традиций часовщика Двора Его Величества Павла Карловича Буре», которая занимается производством часов и сбором информации об истории фирмы.

## Ассортимент
Основным продуктом Буре были карманные часы, стоимость которых начиналась от 2 рублей. Помимо этого, фирма производила дорожные, настенные часы, ходики, золотые репетиры. Большой объём заказов приходился на Военное министерство и Министерство путей сообщения.

## В массовой культуре
- Образ часов фирмы «Павел Буре» был использован в фильме «12 стульев» в эпизодах с чугунными лестницами.
- Героиня Анастасии Георгиевской из сериала «Большая перемена» Серафима Павловна имела карманные часы марки «Павел Буре», которые, по её мнению, шли правильно в течение всего их существования. Эти часы были любовно ею прозваны «мой дедушка, Павел Буре».
- В книге «Гарантийные человечки» Э. Успенского главного героя зовут Иван Иванович Буре.

## Факты
- Во время празднования 290-летия Дома Романовых Ф. Шаляпину за выступление перед императорской семьёй были поднесены золотые часы Павел Буре стоимостью 150 рублей. Певец отказался их принимать, так как годом ранее ему подарили такие же. Часы были дополнительно декорированы бриллиантами, их стоимость возросла до 450 рублей. После чего Шаляпин принял их[6]. Впоследствии эти часы были переданы потомками Шаляпина музеям Московского Кремля.
- В 1904 году по заказу Главного артиллерийского управления в связи с началом русско-японской войны были выпущены первые в России наручные часы.[источник не указан 351 день]